# Всем стоять на Занзибаре
«Всем стоять на Занзибаре» (англ. Stand on Zanzibar) — научно-фантастический роман-антиутопия британского писателя Джона Браннера, написанный в 1968 году и повествующий о будущем человечества, решающего проблему перенаселения. Название является отсылкой к исследованию, согласно которому на 1968 год все население Земли можно было уместить на острове Мэн (в другом варианте — Уайт), поставив их плечом к плечу. События происходят в предполагаемом тогда будущем, когда для этого нужен уже остров Занзибар, площадь которого почти в 3 раза превышает площадь острова Мэн. Роман состоит из 4 частей.

## Содержание
События происходят в 2010 году. Планета Земля задыхается от большого количества населения (7,7 млрд человек, ошибка оценки составила всего 12%). Население сходит с ума от тесноты, бедности и отсутствия перспектив. Люди проявляют сильную зависимость от наркотиков (эректильная дисфункция и депрессия лечатся таблетками), легализованных правительством, чтобы примирить граждан с их безрадостным бытием. Тихие семейные радости теперь доступны далеко не всем. В развитых странах действует жесткое законодательство, которое запрещает людям с несовершенным геномом иметь детей, в том числе больным гемофилией, склонным к шизофрении, дальтоникам и некоторым другим. Для большинства полноценная семья становится недосягаемой и бесконечно желанной мечтой. Ситуациям, связанным с незаконным зачатием, рождением и усыновлением детей, посвящено немало страниц романа. Впрочем, «осознанная забота о генофонде человеческой расы» не является основой для ограничения рождаемости: некоторым людям оказалось выгодно иметь такую замечательную отговорку, чтобы не рожать и не заводить детей вообще.
Главная угроза, стоящая перед США — террористы (наиболее опасным является Джефф Янг). Китай — новая экономическая сверхдержава. Все страны Европы объединились в федерацию. Мегакорпорации фактически владеют государствами. Средства массовой информации превратились в важное средство манипуляции, всё перегружено информацией. Руководство многими процессами на производстве и в жизни осуществляет разумный суперкомпьютер «Шалманезер». В мире сохраняется противостояние Запада и Востока.
Главными героями романа являются Норман Ниблок Хаус, афроамериканец, исполнительный директор мегакорпорации General Technics (живёт в Нью-Йорке), и Дональд Хоган, агент правительственных спецслужб. В то же время в структуре книги ход событий переплетается с отрывками, посвященными формированию среды XXI века, цитатами из «Словаря гиперпреступности» и других произведений вымышленного социолога Чада С. Маллигана (из словаря сленга: «кодер» — человек, «хищница» — женщина, «пролли» — бронированная полицейская машина, «жизнерадостность» — бисексуальность, «маккер» — человек, который работает ногами).
Хаус решил стать президентом африканской страны Бенинии, где умирает президент Обоми, который желает передать власть тому, кто сблизит его страну с Западом. Жители Бенинии имеют национальную особенность — не совершают убийств, а к иностранным агрессорам относятся как к добрым гостям. Со временем любой захватчик в этой стране превращается в существо доброжелательное и веротерпимое. Антропологи во главе с Маллиганом пытаются изучить эту особенность, узнать причину. Норман Хаус строит планы добычи в Бенинии полезных ископаемых, особенно со дна океана, для более успешного противостояния другим мегакорпорациям.
Хогану поручено убийство азиатского учёного — техногенетика Сугайгунтунга с Ятаканга (социалистического островного государства тоталитарного толка в Тихом океане — аллюзия на Индонезию), открытие которого подарило надежду на здоровое потомство даже тем, кто не обладает идеальным физическим и психическим здоровьем. Он открыл дешёвый способ клонирования людей с заданными и значительно улучшенными относительно родителей характеристиками. Впрочем, Сугайгунтунг не беспокоится о людях, а желает взорвать западный мир, увеличив рождаемость. Некоторые руководители западных мегакорпораций предлагают объявить изобретение враждебной пропагандой, а не убивать учёного. Вместе с тем западные биологи понимают, что бояться надо искусственного улучшения, селекции человека, какими бы методиками оно не достигалось. Избирательное клонирование, так же как и евгенические препятствия размножению, вредоносные.
Хоган похищает Сугайгунтунга вместе с его исследованиями и устройствами. При попытке переправить в США он случайно убивает учёного и уничтожает всю технику. В это время Норман Хаус под влиянием жителей Бенинии становится миролюбивым и доброжелательным. Антропологическая экспедиция во главе с Маллиганом наконец выясняет секрет толерантности её жителей. Они имеют особый ген, который вырабатывает секреции, поглощающие агрессию и вызывающие умиротворение. Планируется распространить этот ген на всё человечество. Но это невозможно, так как единственным, кто бы мог это сделать, был гений техногенехники профессор Сугайгунтунг, которого убили, а его изобретение потеряно. Поэтому Норман Хаус и Маллиган просто остаются в Бенинии.

## Награды
- Премия «Хьюго» за лучший роман 1969 года[3]
- Премия Британской ассоциации научной фантастики за лучший роман 1970 года[4]
- Премия «Аполло» 1973 года[5]